# Getulije iz Tivolija
Getulije (? - Gabii, 120.) je kršćanski vođa i mučenik rodom iz Gabija koga zajedno s Amancijem, Cerealom i Primitivom, Rimokatolička Crkva slavi kao sveca. 

## Životopis
Prema predaji, Getulije je bio časnik u rimskoj vojsci, koji je podnio ostavku na položaj nakon preobraćenja na kršćanstvo te se povukao na imanje kraj Tivolija. Cereal je bio legat poslan da ga uhiti, ali se on umjesto toga preobratio na kršćanstvo. Primitiv je bio još jedan časnik poslan da ih uhiti, ali se i on preobratio. Kada su uhićena dvojica legata, Getulije i njegov brat Amancije osuđeni su na smrt spaljivanjem na lomači. Međutim, vatra ih nije mogla ozlijediti, pa su ih umjesto toga bijesni krvnici toljagama pretukli na smrt.
Getulije je imao suprugu Simforozu, a s njome i sedam sinova, koji će također svi postati kršćanski mučenici. 

## Vanjske poveznice
- (engl.) St. Getulius
- (engl.) Saints of June 10
- (tal.) San Getulio
- (tal.) SAN GETULIO, SINFOROSA, CRESCENTE, GIULIANO, NEMESIO, PRIMITIVO, GIUSTINO, STATEO ED EUGENIO